# Spider-Man (tokusatsu)
Spider-Man (スパイダーマン, Supaidāman) é uma série de televisão live-action japonesa produzida pela Toei, baseado parcialmente no personagem da Marvel Comics, Homem-Aranha, de Stan Lee e Steve Ditko. Ao todo, a série teve 41 episódios, exibidos no Tokyo Channel 12 entre 17 de maio de 1978 e 14 de março de 1979. É a terceira série de televisão live-action do Homem-Aranha.

## Enredo
A história conta a vida de Takuya Yamashiro, um jovem motoqueiro que vê um OVNI cair na Terra, que na verdade é um nave chamada "Marveller" que vem do planeta "Spider". O pai de Takuya, Dr. Hiroshi Yamashiro, um arqueologista espacial, investiga o caso, mas é morto ao encontrar a nave espacial. O caso também desperta a atenção do Professor Monster (lit. "Professor Monstro") e do Iron Cross Army (鉄十字団, Tetsu Jūji Dan; lit. "Exército da Cruz de Ferro"), um grupo de aliens que querem dominar o mundo.
Takuya também investiga e encontra Garia, o último guerreiro sobrevivente do planeta Spider, um mundo que foi destruído por Professor Monster e pelo Iron Cross Army. Garia explica que ele estava caçando o Professor Monster e ele injeta em Takuya um pouco seu próprio sangue, que dá a eles poderes de aranha. Então, Garia dá a ele um bracelete que ativa seu traje aranha, dispara teias e controla a nave Marveller (que também pode se transformar em um robô de batalha gigante chamado "Leopardon"). Usando seus poderes, Takuya, agora chamado de Homem-Aranha, protege a Terra de todas ameaças.

## Episódios
1. "The Time of Revenge Has Come! Beat Down Iron Cross Group!!" "Fukushū no Toki wa Kitareri! Ute Tetsu Jūji Dan!!" (復讐の時は来たれり! 撃て鉄十字団!!)
2. "Mysterious World! The Man Who Follows His Fate"  "Kaiki no Sekai! Shukumei ni Ikiru Otoko" (怪奇の世界! 宿命に生きる男)
3. "Phantom Thief 001 VS. Spider-Man"  "Kaitō Daburu-Ō Wan Tai Kumo-Otoko" (怪盗001vsくも男)
4. "The Terrifying Half Merman! The Miracle-Calling Silver Thread"  "Kyōfu no Hangyojin! Kiseki o Yobu Gin no Ito" (恐怖の半魚人! 奇蹟を呼ぶ銀の糸)
5. "Crash Machine GP-7! The Oath Siblings"  "Gekitotsu Mashin Jī-Pī-Sebun! Kyōdai no Chikai" (激突マシンGP-7! 兄弟の誓い)
6. "Shuddering Laboratory! Devilish Professor Monster"  "Senritsu no Jikkenshitsu! Akuma no Monsutā Kyōju" (戦慄の実験室! 悪魔のモンスター教授)
7. "Fearful Hit Tune! Song Dancing Murder Rock"  "Osoroshiki Hitto-Kyoku! Utatte Odoru Satsujin Rokku" (恐ろしきヒット曲! 歌って踊る殺人ロック)
8. "A Very Mysterious Folktale: The Cursed Cat Mound"  "Yo ni mo Fushigi na Mukashi-Banashi Noroi no Neko-Zuka" (世にも不思議な昔ばなし 呪いの猫塚)
9. "Motion Accessory Is a Loveful Beetle Insect Spy"  "Ugoku Akusesarī wa Koi no Kabutomushi Supai" (動くアクセサリーは恋のカブト虫スパイ)
10. "To the Flaming Hell: See the Tears of the Snake Woman"  "Honō Jigoku ni Hebi-Onna no Namida o Mita" (炎地獄にへび女の涙を見た)
11. "Professor Monster's Ultra Poisoning"  "Monsutā Kyōju no Urutora Dokusatsu" (モンスター教授のウルトラ毒殺)
12. "Becoming Splendid: To the Murderous Machine of Transformation"  "Karei Naru Satsujin Mashīn e no Henshin" (華麗なる殺人マシーンへの変身)
13. "The Skull Group VS. The Devilish Hearse"  "Dokuro Dan Tai Akuma no Reikyūsha" (ドクロ団対悪魔の霊柩車)
14. "Dedicate to My Father the Song of a Brave Man Who Cannot Fight"  "Chichi ni Sasageyo Tatakaenu Yūsha no Uta o" (父に捧げよ 戦えぬ勇者の歌を)
15. "The Promise of Our Lives"  "Bokutachi no Inochi no Yakusoku" (ぼくたちの命の約束)
16. "Famous Dog, Run Back to Father!"  "Meiken yo Chichi no Moto e Hashire" (名犬よ 父のもとへ走れ)
17. "Pro Wrestler Samson's Tears"  "Puro Resurā Samuson no Namida" (プロレスラー サムソンの涙)
18. "In the Mother's Chest: Resurrect the Young Boys"  "Haha no Mune ni Yomigaeru Shōnen" (母の胸に甦る少年)
19. "The Boy Phantom: To the Villageless Map"  "Maboroshi no Shōnen Chizu ni Nai Mura" (まぼろしの少年 地図にない村)
20. "Riddle: Calling the Riddle of My Secret Birth"  "Nazo ga Nazo o Yobu Watashi no Shuushō no Himitsu" (謎が謎を呼ぶ私の出生の秘密)
21. "Fall to the Great Skies: Father's Love"  "Ōzora ni Chiru Chichi no Ai" (大空に散る父の愛)
22. "Shedding Tears to the Dark Fate: Father and Child"  "Kurai Unmei ni Nake Chichi to Ko" (暗い運命に泣け 父と子)
23. "To the Love Academy of the Homeless Children"  "Ie Naki Ko tachi ni Ai no Gakuen o" (家なき子たちに愛の学園を)
24. "Cockroach Boy: Great War"  "Gokiburi Shōnen Dai Sensō" (ゴキブリ少年大戦争)
25. "Treasure, Dog, and Double Grow Human"  "Hihō to Inu to Fukusei-Ningen" (秘宝と犬と複成人間)
26. "To the Absolute Crisis: The Imitation Hero"  "Zettai Pinchi no Nisemono Hīrō" (絶対ピンチのにせものヒーロー)
27. "Farewell War Buddy: Beloved German Shepherd"  "Saraba Sen'yū Itoshi no Sepādo" (さらば戦友 愛しのセパード)
28. "The Front of the Alley: Boys' Detective Group"  "Ekimae Yokochō no Shōnen Tantei Dan" (駅前横町の少年探偵団)
29. "Hurry, GP-7: Time of Stop Sign"  "Isoge Jī-Pī-Sebun Jikan yo Tomare" (急げGP-7 時間よ止まれ
30. "Good Luck, Beautiful Police Officer"  "Ganbare Bijin Omawarisan" (ガンバレ美人おまわりさん)
31. "There Is No Child-Taking Detective Tomorrow"  "Ashita Naki Kozure Keiji" (明日なき子連れ刑事)
32. "Sweet Whispering Enchantress"  "Amaku Sasayaku Yōjo" (甘くささやく妖女)
33. "The Boy Teases the Horrible Wild Girl"  "Otokonoko o Ibiru Yasei no Sugoi Shōjo" (男の子をイビる野性の凄い少女)
34. "Surprising Camera: Murderous Event"  "Bikkuri Kamera Satsujin Jiken" (びっくりカメラ殺人事件)
35. "From the Unexplored Amazon: Here Comes the Mummified Beautiful Woman"  "Hikyō Amazon kara Kita Mīra Bijo" (秘境アマゾンから来たミイラ美女)
36. "The Onion Silver Mask and the Boys' Detective Group"  "Tamanegi Tekkamen to Shōnen Tantei Dan" (たまねぎ鉄仮面と少年探偵団)
37. "From the Secret Messenger of Hell: Great King Enma"  "Jigoku kara no Misshi Enma Daiō" (地獄からの密使 えん魔大王)
38. "The First Tin Plate Evening Star and the Boys' Detective Group"  "Buriki no Ichibanboshi to Shōnen Tantei Dan" (ブリキの一番星と少年探偵団)
39. "Sports World: One Great Meeting"  "Kakutōgi Sekai-Ichi Taikai" (格闘技世界一大会)
40. "Farewell Zero Battle Tricks"  "Saraba Zero-Sen no Nazo" (さらばゼロ戦の謎)
41. "The Hero's Shining Hot Blood"  "Kagayake Nekketsu no Yūsha" (輝け熱血の勇者)

## Produção
O show foi o resultado de um acordo de licenciamento de três anos quando o editor Gene Pelc visitou o Japão em nome da Marvel que permitiu que ambos usassem as propriedades um do outro da maneira que quisessem. A Toei inicialmente planejou usar o Homem-Aranha como um personagem coadjuvante para uma série de televisão não feita estrelando uma versão ficcional de Yamato Takeru que foi enviado ao presente através de uma distorção temporal. O personagem que teria aparecido neste show foi pensado para ser idêntico à versão da Marvel. No entanto, a Toei decidiu fazer do Homem-Aranha o protagonista e o personagem de Yamato Takeru foi revisado para Garia, um alienígena que dá ao Homem-Aranha seus poderes. O show resultante desviou-se completamente do material de origem, fora do traje do Homem-Aranha e alguns de seus superpoderes e dispositivos. Outras produções da Toei como resultado deste acordo de licenciamento incluíram Battle Fever J (um show originalmente concebido sobre uma contraparte japonesa do Capitão América) e um filme de televisão animado baseado na história em quadrinhos Tomb of Dracula. A Marvel usaria os robôs principais de dois animes da Toei, Wakusei Robo Danguard Ace e Chōdenji Robo Combattler V, em sua adaptação em quadrinhos da linha de brinquedos Shogun Warriors. Uma versão em miniatura do Leopardon, o robô do Homem-Aranha da série Toei, também foi vendida nos Estados Unidos como parte da linha Godaikin.
Embora a história do programa tenha sido criticada por alguns por não ter quase nenhuma semelhança com a versão da Marvel, a equipe da Marvel Comics, incluindo o cocriador do Homem-Aranha, Stan Lee, elogiou o programa por seus efeitos especiais e trabalho de dublê, especialmente o movimento de aranha do próprio personagem.  Embora se diga que a Marvel inicialmente se opôs à adição de Leopardon, o robô foi visto como um truque necessário para atrair espectadores mais jovens e acabou sendo mantido. O designer mecânico do programa, Katsushi Murakami (um designer de brinquedos na época), expressou preocupação sobre a capacidade da Toei de comercializar o Homem-Aranha para o público japonês e recebeu permissão do produtor Yoshinori Watanabe para tomar quaisquer liberdades que considerasse necessárias. Murakami teve a ideia de dar ao Homem-Aranha uma origem extraterrestre, bem como uma nave espacial semelhante a uma aranha que poderia se transformar em um robô gigante (devido à popularidade dos programas de robôs gigantes no Japão na época).

## Outras mídias
Além do traje e poderes do personagem principal, está série não está relacionado com a versão em mangá criada por Ryoichi Ikegami ou os quadrinhos da Marvel Comics. No entanto, várias adaptações em mangá da versão Toei foram publicadas por diferentes revistas, tais como TV Land, Tanoshī Yochien, TV Magazine e Bōken'ō.
Takuya Yamashiro e Leopardon apareceu em várias edições do arco de história Spider-Verse , ao lado de outras versões de universos paralelos, como Miles Morales e Homem-Aranha 2099, permitindo assim Yamashiro a interagir com personagens do Universo Marvel.